# Anneliese Wellensiek
Anneliese Wellensiek, geborene Keller (* 3. August 1958 in Wiesloch; † 7. Juni 2015 in Heidelberg), war eine deutsche Erziehungswissenschaftlerin.

## Leben
Nach dem Abitur 1977 in Wiesloch studierte Wellensiek bis 1982 auf Realschullehramt an der Pädagogischen Hochschule Heidelberg. Anschließend sammelte Wellensiek Erfahrung in der Privatwirtschaft (u. a. Behringwerke Mannheim), bevor sie 1988 ein Promotionsstudium an der Universität Heidelberg aufnahm. Dort folgte 1993 die Promotion zur Dr. phil. mit der Dissertation Gib Aids keine Chance – worin besteht hier die Herausforderung an die Erziehungswissenschaften? Nach Tätigkeiten als Wissenschaftliche Mitarbeiterin hauptsächlich an der PH Heidelberg erfolgte 2004 die Habilitation mit der Arbeit Gentechnik verstehen und beurteilen: ein Beitrag zur Untersuchung der Strukturen eines Verständnisses von Naturwissenschaften im Medium sozialisatorischer Interaktion an der Universität Hamburg.
Nach ihrer Habilitation war Wellensiek dort zunächst als Privatdozentin tätig, bevor sie 2006 zur Universitätsprofessorin für Erziehungswissenschaft unter besonderer Berücksichtigung der Didaktik der Naturwissenschaften mit dem Schwerpunkt Chemiedidaktik und Physikdidaktik ernannt wurde.
2009 übernahm Wellensiek das Amt der Rektorin der Pädagogischen Hochschule Heidelberg.